# Valle de Bravo

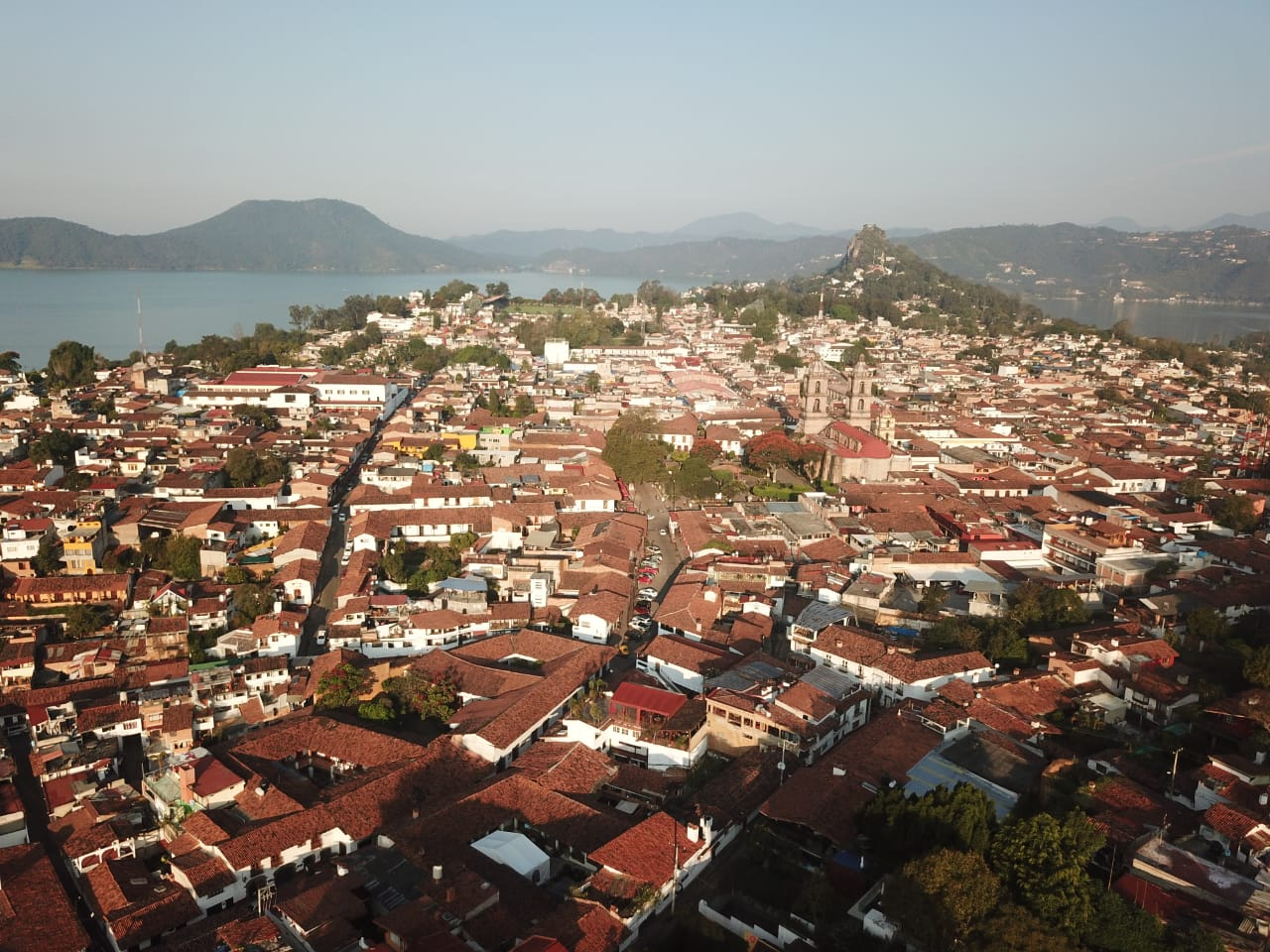
Valle de Bravo Centro.

Valle de Bravo es una ciudad mexicana del Estado de México, ubicada a 156 km al suroeste de la Ciudad de México. Su fundación hispánica fue en 1530 por frailes franciscanos. Recibe su nombre por San Francisco del Valle y por el general Nicolás Bravo. La economía de la localidad depende del turismo, ya que recibe turistas nacionales y extranjeros todo el año; es además una pequeña ciudad administrativa y de residencia de descanso por sus bellezas naturales. Fue nombrada ciudad típica en 1971 y Pueblo Mágico en 2005. 
Valle de Bravo cuenta con un embalse por la Presa Miguel Alemán o Valle de Bravo, popularmente llamada «la laguna» o «el lago», que fue creada en 1947 como parte del Sistema Hidroeléctrico Miguel Alemán, de la región hidrológica del río Balsas. El sistema hidroeléctrico ya no está en operación, no obstante, en la actualidad el mecanismo es parte del Sistema Hidráulico de Cutzamala, a cargo de la Comisión Nacional del Agua (CONAGUA), que se encarga de abastecer con agua potable a la zona metropolitana de Ciudad de México y Toluca. Esta presa, que ocupa el territorio donde estuvo la planicie del valle y parte del antiguo pueblo, es esencial para la población por la derrama económica que genera al ser un atractivo turístico donde se realizan actividades acuáticas y deportes extremos; el conjunto del pueblo de estilo colonial y su ubicación en lo alto de las montañas, conforma una armonía ecosistémica que provee un deleite estético a sus visitantes.
El pueblo obtuvo fama internacional debido a que, próximo a él, en el asentamiento de Tenantongo, se realizaron dos eventos: el automovilístico Circuito Avándaro en los sesenta y el concierto masivo Festival de Rock y Ruedas Avándaro en 1971.

## Toponimia
El nombre antiguo de Valle de Bravo es Valle de Temascaltepec una palabra de origen náhuatl, que se compone de temazcalli, «baño de vapor», y tepec, «lugar en el cerro», y significa «lugar en el cerro de los baños de vapor». Otro nombre que se conoce en sus orígenes fue Pameje, de origen mazahua.

## Geografía
Para llegar a Valle de Bravo desde la Ciudad de México, la ruta más común es salir hacia el poniente por el paseo de la Reforma, tomando la carretera a Toluca, y atravesar esta última para luego dirigirse hacia Temascaltepec, pasando a un lado de Xinantecatl, el Nevado de Toluca, un volcán inactivo y ocasionalmente nevado, y después seguir las indicaciones. Alternativamente, desde Toluca puede tomarse la carretera a Zitácuaro y después seguir las indicaciones. Ambas rutas de Toluca a Valle de Bravo incluyen tramos de doble carril; particularmente, la ruta de Temascaltepec presenta cierta dificultad para el conductor debido a las curvas, la ocasional neblina y el mal estado de las carreteras en época de lluvias. 
Otra vía (por la salida a Zitácuaro pero desviándose a Amanalco) implica un menor recorrido en kilómetros, pero resulta más tardada, debido al mal estado de la carretera y al exceso de curvas cerradas.
En 2012 se inauguró una autopista de cuatro carriles (dos de ida y dos de vuelta) que conecta la autopista México-Toluca a la altura de Lerma con Valle de Bravo, librando a la Ciudad de Toluca por su parte norte. La autopista en su mayoría es recta y de buena calidad, lo que ha reducido considerablemente los tiempos de traslado e incrementado la comodidad. Así, desde la salida de Ciudad de México (Santa Fe) hasta Valle de Bravo el recorrido dura aproximadamente 1,5 horas, a buena velocidad.

### Hidrografía
Valle de Bravo, se encuentra dentro de la Cuenca del Río Balsas constituida por 5,458 embalses, pertenece a una de las regiones hidrológicas más importantes del país, tanto por su extensión como por el volumen de sus corrientes superficiales en donde se ubica la cuenca del Río Cutzamala. El Salto, Barranca Honda, Tiloxtoc como principal aportador del Río Balsas Los Hoyos, Agua Grande, La Asunción, El Molino, El Crustel, Los Gavilanes, Capilla Vieja, Amanalco de Becerra, Las Flores, Río Chiquito, Los Saucos y Piñas Altas.

### Clima

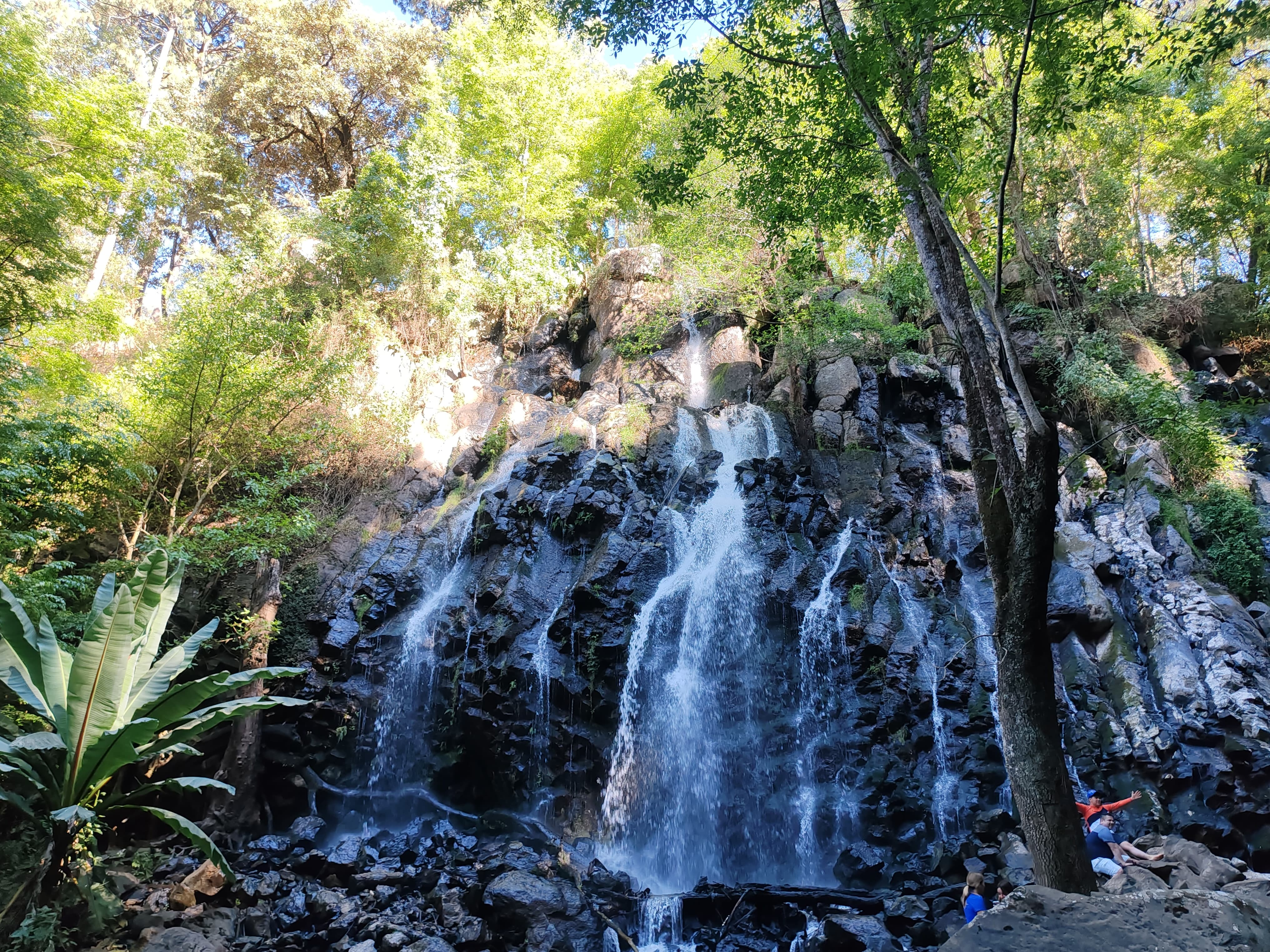
pie de la cascada Velo de Novia, Valle de Bravo, México

De acuerdo a la clasificación climática de Köppen, en la región están presentes cinco tipos de clima: templado, semifrío, semicálido y cálido. El clima templado domina la mayor parte centro-norte de la Región, se presenta el subtipo de clima templado húmedo el cual se distingue por tener verano largo, lluvia invernal inferior a 5%, es isoterma y la temperatura más elevada se manifiesta antes del solsticio de verano.
El clima semifrío, subhúmedo está presente solo en las partes más altas de la sierra de Temascaltepec presenta sequía intraestival, valores térmicos extremosos entre 7 y 14 °C. Hacia la parte que corresponde a la cuenca del río Balsas, tiene un porcentaje de precipitación invernal menor a 5%, el verano es largo, es isoterma y la temperatura más elevada se registra antes del solsticio de verano.
Durante la primavera la temperatura comienza a aumentar considerablemente en la mayor parte de la región. Las temperaturas más elevadas se registran durante mayo. En general, la temperatura media anual es de 18 °C y oscila entre los 9.4 y 24.5 °C y la precipitación anual promedio está en el rango de 900 a 1300 milímetros. Las lluvias más abundantes acontecen en los meses de junio a septiembre, temporada en la cual suelen presentarse inundaciones en algunos sitios de los valles. Las lluvias finalizan, normalmente, en la primera quincena de octubre.
| Parámetros climáticos promedio de Valle de Bravo (no actual) | Parámetros climáticos promedio de Valle de Bravo (no actual) | Parámetros climáticos promedio de Valle de Bravo (no actual) | Parámetros climáticos promedio de Valle de Bravo (no actual) | Parámetros climáticos promedio de Valle de Bravo (no actual) | Parámetros climáticos promedio de Valle de Bravo (no actual) | Parámetros climáticos promedio de Valle de Bravo (no actual) | Parámetros climáticos promedio de Valle de Bravo (no actual) | Parámetros climáticos promedio de Valle de Bravo (no actual) | Parámetros climáticos promedio de Valle de Bravo (no actual) | Parámetros climáticos promedio de Valle de Bravo (no actual) | Parámetros climáticos promedio de Valle de Bravo (no actual) | Parámetros climáticos promedio de Valle de Bravo (no actual) | Parámetros climáticos promedio de Valle de Bravo (no actual) |
| Mes                                                          | Ene.                                                         | Feb.                                                         | Mar.                                                         | Abr.                                                         | May.                                                         | Jun.                                                         | Jul.                                                         | Ago.                                                         | Sep.                                                         | Oct.                                                         | Nov.                                                         | Dic.                                                         | Anual                                                        |
| ------------------------------------------------------------ | ------------------------------------------------------------ | ------------------------------------------------------------ | ------------------------------------------------------------ | ------------------------------------------------------------ | ------------------------------------------------------------ | ------------------------------------------------------------ | ------------------------------------------------------------ | ------------------------------------------------------------ | ------------------------------------------------------------ | ------------------------------------------------------------ | ------------------------------------------------------------ | ------------------------------------------------------------ | ------------------------------------------------------------ |
| Temp. máx. abs. (°C)                                         | 30                                                           | 31                                                           | 34                                                           | 36                                                           | 35                                                           | 33                                                           | 32                                                           | 31                                                           | 30                                                           | 31                                                           | 30                                                           | 29                                                           | 36                                                           |
| Temp. máx. media (°C)                                        | 21                                                           | 23                                                           | 25                                                           | 26                                                           | 26                                                           | 24                                                           | 23                                                           | 23                                                           | 23                                                           | 22                                                           | 21                                                           | 18                                                           | 23                                                           |
| Temp. media (°C)                                             | 11                                                           | 10                                                           | 13                                                           | 15                                                           | 16                                                           | 16                                                           | 14                                                           | 16                                                           | 18                                                           | 16                                                           | 15                                                           | 14                                                           | 15                                                           |
| Temp. mín. media (°C)                                        | -2                                                           | 0                                                            | 9                                                            | 11                                                           | 13                                                           | 13                                                           | 12                                                           | 10                                                           | 10                                                           | 8                                                            | 5                                                            | 3                                                            | 10                                                           |
| Temp. mín. abs. (°C)                                         | -5                                                           | -2                                                           | 1                                                            | 5                                                            | 4                                                            | 6                                                            | 4                                                            | 3                                                            | 2                                                            | 1                                                            | 0                                                            | -3                                                           | -5                                                           |
| Precipitación total (mm)                                     | 9                                                            | 8                                                            | 2                                                            | 20                                                           | 34                                                           | 56                                                           | 87                                                           | 100                                                          | 110                                                          | 100                                                          | 12                                                           | 10                                                           | 550                                                          |
| Fuente: 2005                                                 |                                                              |                                                              |                                                              |                                                              |                                                              |                                                              |                                                              |                                                              |                                                              |                                                              |                                                              |                                                              |                                                              |

| Parámetros climáticos promedio de Valle de Bravo (información de weatherbase | Parámetros climáticos promedio de Valle de Bravo (información de weatherbase | Parámetros climáticos promedio de Valle de Bravo (información de weatherbase | Parámetros climáticos promedio de Valle de Bravo (información de weatherbase | Parámetros climáticos promedio de Valle de Bravo (información de weatherbase | Parámetros climáticos promedio de Valle de Bravo (información de weatherbase | Parámetros climáticos promedio de Valle de Bravo (información de weatherbase | Parámetros climáticos promedio de Valle de Bravo (información de weatherbase | Parámetros climáticos promedio de Valle de Bravo (información de weatherbase | Parámetros climáticos promedio de Valle de Bravo (información de weatherbase | Parámetros climáticos promedio de Valle de Bravo (información de weatherbase | Parámetros climáticos promedio de Valle de Bravo (información de weatherbase | Parámetros climáticos promedio de Valle de Bravo (información de weatherbase | Parámetros climáticos promedio de Valle de Bravo (información de weatherbase |
| Mes                                                                          | Ene.                                                                         | Feb.                                                                         | Mar.                                                                         | Abr.                                                                         | May.                                                                         | Jun.                                                                         | Jul.                                                                         | Ago.                                                                         | Sep.                                                                         | Oct.                                                                         | Nov.                                                                         | Dic.                                                                         | Anual                                                                        |
| ---------------------------------------------------------------------------- | ---------------------------------------------------------------------------- | ---------------------------------------------------------------------------- | ---------------------------------------------------------------------------- | ---------------------------------------------------------------------------- | ---------------------------------------------------------------------------- | ---------------------------------------------------------------------------- | ---------------------------------------------------------------------------- | ---------------------------------------------------------------------------- | ---------------------------------------------------------------------------- | ---------------------------------------------------------------------------- | ---------------------------------------------------------------------------- | ---------------------------------------------------------------------------- | ---------------------------------------------------------------------------- |
| Temp. máx. abs. (°C)                                                         | 28.5                                                                         | 30                                                                           | 33                                                                           | 33                                                                           | 34.5                                                                         | 33                                                                           | 29                                                                           | 28                                                                           | 27.5                                                                         | 28                                                                           | 29                                                                           | 27                                                                           | 34.5                                                                         |
| Temp. máx. media (°C)                                                        | 24                                                                           | 25.8                                                                         | 28.1                                                                         | 29.8                                                                         | 29.5                                                                         | 26.4                                                                         | 24                                                                           | 23.8                                                                         | 23.7                                                                         | 24.3                                                                         | 25.1                                                                         | 23.8                                                                         | 25.7                                                                         |
| Temp. media (°C)                                                             | 14.7                                                                         | 15.8                                                                         | 17.6                                                                         | 19.6                                                                         | 20.6                                                                         | 19.9                                                                         | 18.2                                                                         | 18                                                                           | 18                                                                           | 17.4                                                                         | 16.6                                                                         | 15.1                                                                         | 17.6                                                                         |
| Temp. mín. media (°C)                                                        | 5.3                                                                          | 5.7                                                                          | 7.2                                                                          | 9.4                                                                          | 11.8                                                                         | 13.3                                                                         | 12.4                                                                         | 12.3                                                                         | 12.2                                                                         | 10.6                                                                         | 8.2                                                                          | 6.3                                                                          | 9.6                                                                          |
| Temp. mín. abs. (°C)                                                         | 1                                                                            | 1                                                                            | 0                                                                            | 0.8                                                                          | 4                                                                            | 4                                                                            | 8.5                                                                          | 3                                                                            | 6                                                                            | 6                                                                            | 2.2                                                                          | 0                                                                            | 0                                                                            |
| Lluvias (mm)                                                                 | 17                                                                           | 4                                                                            | 2                                                                            | 8                                                                            | 46                                                                           | 171                                                                          | 222                                                                          | 216                                                                          | 183                                                                          | 85                                                                           | 15                                                                           | 3                                                                            | 972                                                                          |
| [cita requerida]                                                             |                                                                              |                                                                              |                                                                              |                                                                              |                                                                              |                                                                              |                                                                              |                                                                              |                                                                              |                                                                              |                                                                              |                                                                              |                                                                              |

## Economía

### Turismo
Su principal atractivo es la presa o laguna, donde se llevan a cabo una gran variedad de deportes acuáticos y de riesgo. El lugar es conocido por su arquitectura típica, tradicional de la época colonial y atrae a innumerables turistas. Es un lugar entre montañas y centro de varios deportes, como el ciclismo de montaña, motociclismo de campo traviesa (Enduro, motocross, cuatrimotos), parapentes, paragliders y hanglider (Alas delta) y equitación. Asimismo, en el lago se practican la pesca deportiva de trucha arcoíris, tilapia y carpa de Israel, regatas de veleros y esquí acuático. Por otra parte, la población cuenta también con tres campos profesionales de golf de dieciocho hoyos y un sinnúmero de restaurantes de comida típica, internacional, italiana y francesa, centros comerciales con tiendas de arte, artesanías y artículos de decoración. En el Día de Muertos (2 de noviembre) se organiza un gran festival, llamado el Festival de las Almas. Existe también un Centro de Espiritualidad, llamado Carmel Maranatha, cuya finalidad es ofrecer un espacio para favorecer el encuentro personal y con Dios a través del silencio y de los retiros espirituales.

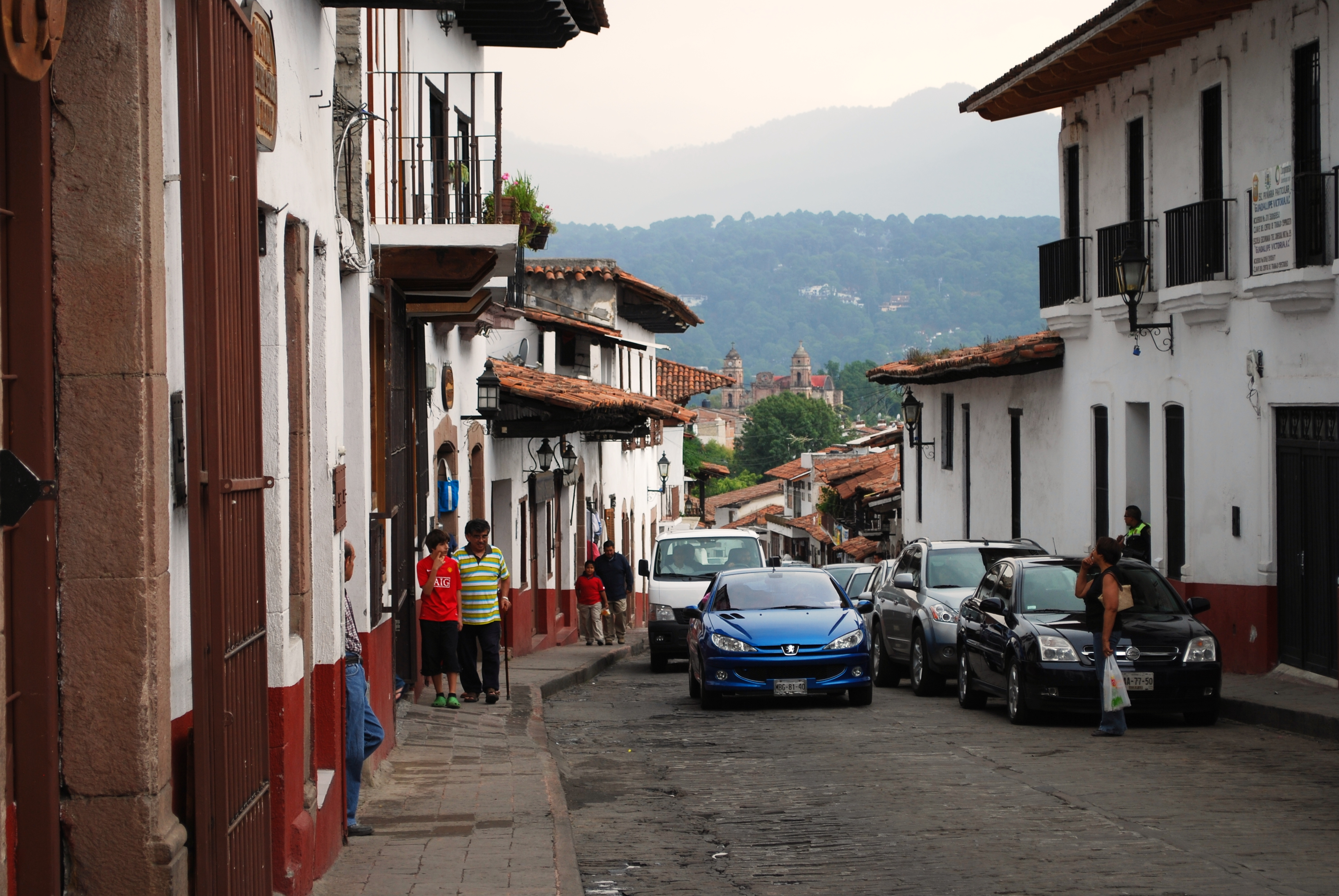
Calles de Valle de Bravo.

Cada año se celebran el Festival de las Almas y el festival de música y ecología, festivales internacionales de varias actividades, como: baile folclórico, danza, teatro y exposiciones fotográficas, así como cortometrajes, actuación de grupos regionales, mexicanos y extranjeros, etcétera.
Por otra parte, para los visitantes amantes de las artes y la cultura, el Centro Regional de Cultura Joaquín Arcadio Pagaza, es una buena opción para acercarse a la pintura y fotografía local y nacional, ya que dentro de sus instalaciones se montan exposiciones y presentaciones de estas artes, además de impartir clases de artes plásticas, música y danza.

## Artesanías
El municipio de Valle de Bravo podrás encontrar artesanías de todo tipo, entre las que más destacan son: 
- Alfarería y cerámica:  Técnica de dar forma a la arcilla guiando y controlando la pieza mediante distintas técnicas y la cerámica es el arte de fabricar objetos a partir de la arcilla.
- Textiles: Acción de entrelazar diferentes grupos de hilos de forma perpendicular para generar un lienzo o superficie uniforme, que trasmite la cosmovisión en diferentes regiones.
- Madera: Trabajo que se realiza a través de la transformación de la madera, dando vida a diversas piezas que se han convertido en emblema estatal.
- Fibras vegetales: Técnica del manejo de materiales provenientes de la naturaleza, de origen biológico transformados en utensilios para uso cotidiano y decorativo.
- Gastronomía artesanal: Conjuntos de productos alimentos, técnicas agrarias, ganaderas y culinarias, utensilios, costumbres y conocimientos prácticos que han sido trasmitidos de generación en generación, que aportan identidad y distinguen a una comunidad específica.

Valle de Bravo cuenta con 530 artesanas y artesanos, de los productos que más elaboran son:
- Alfarería y cerámica: vajillas
- Textil: caminos de mesa
- Madera: trompos
- Fibras vegetales: paneras
- Gastronomía: dulces tradicionales.

Cuenta con un mercado de artesanías que fue construido en 1984 con el propósito de proteger, fomentar y difundir el trabajo artesanal del dicho Pueblo Mágico. Aquí se concentra las producciones artesanales de tres etnias importantes: matlazincas, mazahuas y otomíes. Excelente opción para visitar y encontrar diferentes productos que se elaboran de manera local como los trabajos en textiles, cerámica y madera.

## Religión
En Valle de Bravo se han construido numerosas casas de retiro espiritual de muy diversos cultos o religiones. La religión católica es la de mayor presencia en el pueblo. Se han construido, monasterios, casas de oración e internados para jóvenes, así como numerosas capillas y una monumental parroquia que pertenecen al Obispado de Toluca.
Otros cultos cuentan con espacios para contemplación espiritual y el culto, como son: el luteranismo, evangelismo cristiano, iglesias pentecostales, la iglesia de Jesucristo de santos de los últimos días, los testigos de Jehová, el judaísmo, el islam suní y el budismo. Los espacios de culto se han diversificado por la presencia de comunidades extranjeras entre los habitantes de Valle de Bravo.

### La Gran Estupa

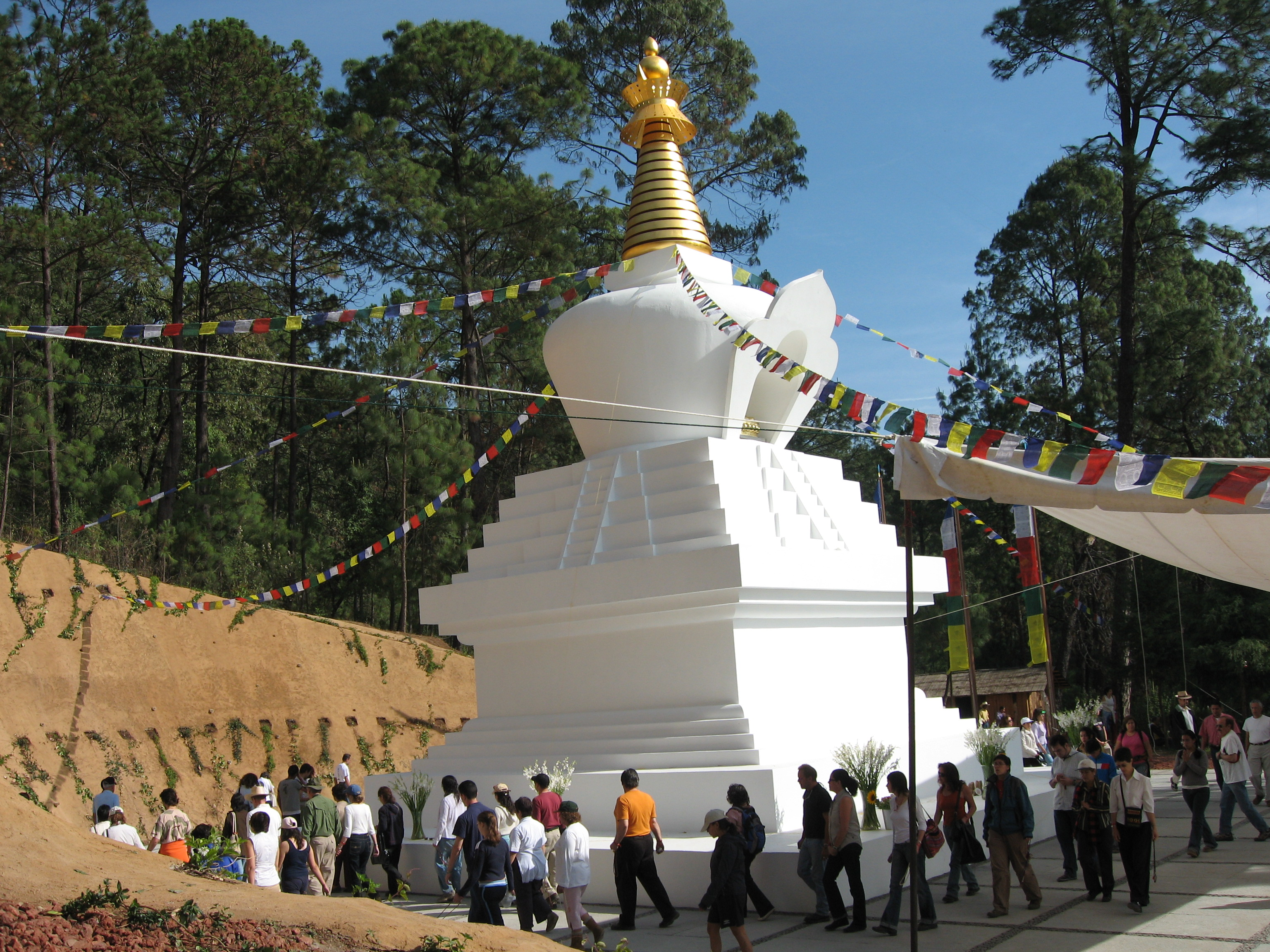
Estupa budista en Valle de Bravo.

En las cercanías de Valle de Bravo y Acatitlán, rumbo a los Álamos, existe algo llamado "la Gran Estupa para la Paz Mundial". Las estupas son monumentos de veneración budista, que simbolizan el proceso espiritual hacia la iluminación, porque representan la mente clara de Buda, o el estado búdico, que según esta tradición, todos podemos alcanzar. A través de su forma perfecta, el budismo asocia a estas estructuras, manifestaciones energéticas importantes, incrementando la armonía, la paz, la prosperidad y el bienestar de quienes están en sus cercanías. La estupa en Valle de Bravo, en los Álamos, es la más grande que se ha construido en Occidente; tiene una altura de 36 metros y un área de 40 m². Es un lugar apto para la meditación y el contacto con la naturaleza.

## Gastronomía

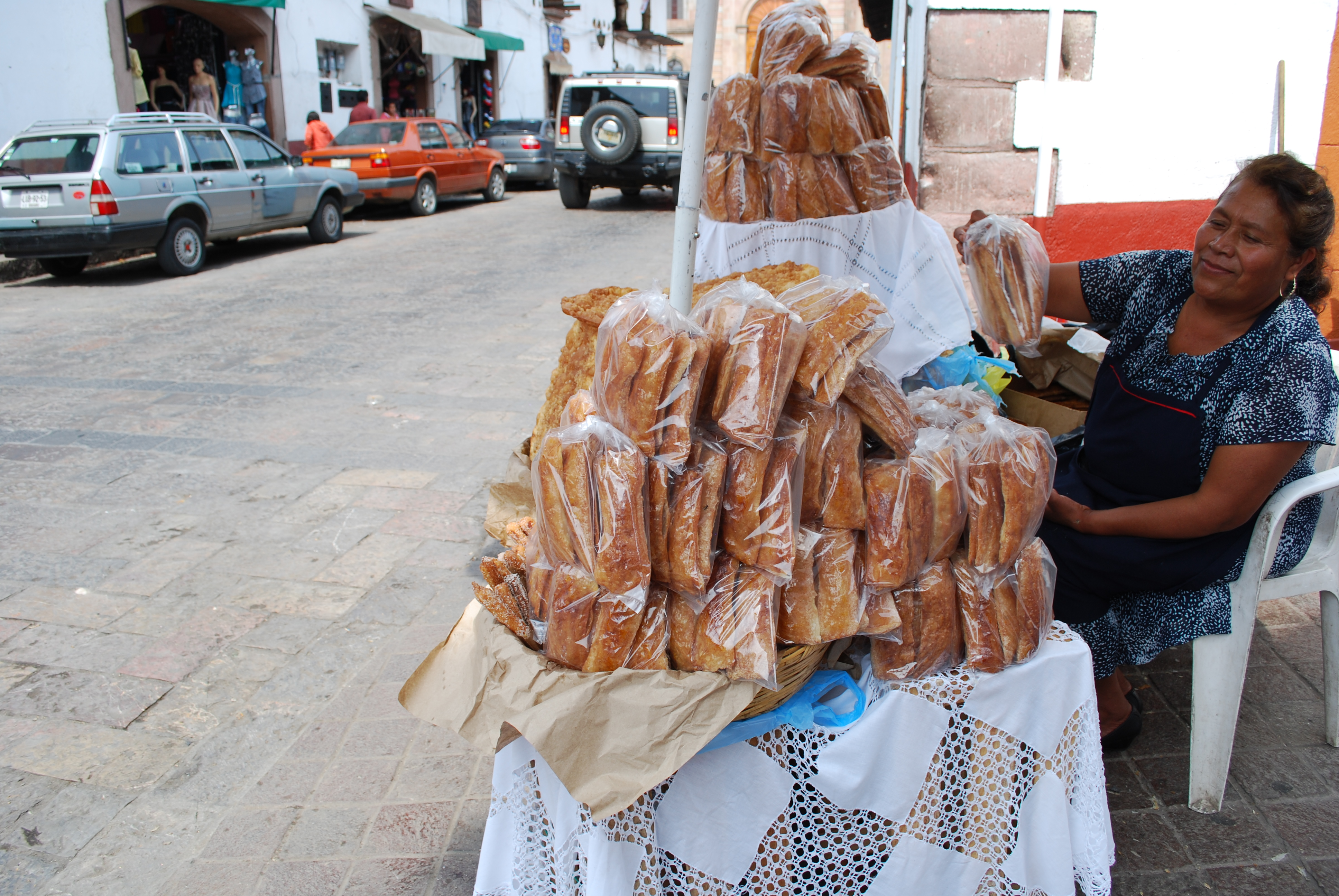
Pan artesanal de Valle de Bravo

Entre los alimentos que se consumen a diario en el municipio se encuentran: pan, sopas, diversos guisados, frijoles, tortillas y chile.
Además de estos platillos, se encuentra el tradicional mole de guajolote, la cabeza de cerdo y res en vapor, la trucha, la lobina, la barbacoa y el consomé de borrego, las carnitas de cerdo, los tamales y una gran variedad de atoles: de guayaba, de zarzamora y de alpiste.
La cocina internacional y la esmerada elaboración de platillos de cierta complicación, hacen de algunos restaurantes de Valle de Bravo y de Avándaro lugares de gran interés gastronómico.
Las bebidas más comunes y populares desde hace varias décadas han sido el pulque natural, la sambumbia zende y los licores de frutas de la región, como el de membrillo, el de zarzamora, el de guayaba, el de anís y el amargo.
También se preparan aguas frescas de diferentes sabores contenidas en grandes ollas; los ates y las nieves de frutas del lugar son también muy elogiadas.
También se encuentra la tradicional cecina vallesana de res natural (sal y aceite) y la enchilada de cerdo, acompañadas de frijoles refritos con queso y crema de rancho, o el pan de torta, los tamales de frijol, de capulín o de charal, y las campechanas.

## Deportes
El pueblo de Valle de Bravo ha sido destino vacacional de los habitantes de la Ciudad de México por varias décadas; con el paso del tiempo, su clientela turística ha pasado de ser una muy exclusiva, de aquellos que podían pagar un largo viaje cada fin de semana y comprar una cabaña en la zona, a ser un destino más popular para visitantes esporádicos. El lago provee una de las principales atracciones de la zona; en él la gente practica la tabla-vela y hay embarcaciones de uno o dos metros de largo, así como el esquí acuático, y windsurf.
Así mismo, las caminatas y los paseos a caballo por la zona son populares entre los visitantes; en particular, hay varios montes cuyas cimas ofrecen inigualables vistas del valle y sus habitantes. Entre ellas están La Peña, una gran piedra a la que se puede ascender en un corto paseo de treinta minutos y que ofrece una interesante vista, así como el mirador de Monte Alto y el Divisadero. Monte Alto es uno de los puntos de despegue de ala delta y parapente más concurridos de México, y El Peñón, a 14 km de Valle, es un sitio de vuelo libre reconocido internacionalmente.